# Pseudotrachypus martinicensis
Pseudotrachypus martinicensis är en bladmossart som beskrevs av William Russell Buck 1994. Pseudotrachypus martinicensis ingår i släktet Pseudotrachypus och familjen Trachypodaceae. Inga underarter finns listade i Catalogue of Life.